# Мітридат (цар Вірменії)
Мітридат I (*Միհրդատ Իբերացի, д/н —51) — цар Великої Вірменії у 35—37 та 42—51 роках.

## Життєпис
Походив з іберійської династії Фарнавазідів. Син царевича Картама. У 35 році за підтримки римських військ та іберійців на чолі із братом Мітридата — Фарсмана I, царя Кавказької Іберії, повалив Орода, царя Великої Вірменії, й сам став володарем цієї держави.
Мітридат I на чолі вірмено-іберійського війська завдав поразки новому війську, яке 35 року вів повалений цар Ород. Надалі в союзі з кавказькими албанами й аланами відбив нові спроби парфян його повалити. В результаті в союзі з проконсулом Сирії Луцієм Вітеллієм перейшов у наступ. На його бік перейшов Ізат II, цар Адіабени. В Парфії почалися повстання проти царя Артабана III.
У 37 році внаслідок якихось інтриг Мітридата I було повалено за наказом римського імператора Калігули й відновлено Орода.
В якості заручника перебував у Римі до 42 року, коли новим імператор Клавдій відновив Мітридата на троні. Намагався проводити незалежну від Іберії політику, що викликало невдоволення його брата Фрасмана I, який влаштував змову, внаслідок якої Мітридата I було повалено й задушено разом із сином. Новим царем Великої Вірменії став Радаміст, син Фрасмана I.

## Родина
- донька Зенобія, дружина Радаміста, царя Великої Вірменії
- син (вбито 51 року)